# Glauco Servadei
Glauco Servadei (Forlì, 27 luglio 1913 – Forlì, 27 dicembre 1968) è stato un ciclista su strada italiano, professionista dal 1936 al 1950.

## Carriera
Da dilettante fu attivo con il Velo Sport Reno di Bologna, con cui vinse il Giro dell'Emilia 1931 e la Coppa Caivano 1934, e con l'A.S. Roma, con cui vinse la Coppa Italia della cronometro a squadre nel 1935 in quartetto con Giorgio Ceroni, Edmondo Toccaceli e Pietro Chiappini. In maglia azzurra fu sesto al Campionato mondiale 1936 e partecipò ai Giochi olimpici di Berlino dello stesso anno.
Professionista tra l'ottobre 1936 e il 1950, corse per la Ganna, la Gloria, la Bianchi e la Viscontea, distinguendosi come passista e velocista. Al Giro d'Italia vinse sei tappe su sei partecipazioni, a Vittorio Veneto e a San Pellegrino nel 1937, a Forlì nel 1939, a Napoli, ad Abbazia e a Trento nel 1940; al Tour de France partecipò due volte vincendo le tappe di Bayonne e di Laon nel 1938. Vinse anche la Coppa Bernocchi 1942, il Trofeo Moschini 1942 e il Giro della Provincia di Milano nel 1943, in coppia con Fiorenzo Magni. Nello stesso 1943 vinse il Giro d'Italia di guerra, organizzato come competizione multiprova con classifica a punti (valevano i piazzamenti invece dei tempi) ma interrotto per le ostilità belliche dopo quattro delle dieci prove previste.

## Intitolazioni
A Glauco Servadei è intitolato il velodromo della sua città.

## Palmarès
- 1931 (dilettanti)

Giro dell'Emilia
- 1932 (dilettanti)

Coppa Ettore Pasini
- 1933 (dilettanti)

Criterium d'Apertura
Coppa Città di Asti
2ª tappa Giro d'Ungheria (? > Szombathely)
3ª tappa Giro d'Ungheria (Szombathely > ?)
- 1934 (dilettanti)

Coppa Caivano
- 1935 (dilettanti)

Gran Premio Roma
Coppa Dopolavoro Mangelli
Coppa Sergio Salvioni
Gran Premio Masetti
- 1936 (dilettanti)

Coppa Ettore Pasini
- 1937 (Ganna, due vittorie)

15ª tappa Giro d'Italia (Forlì > Vittorio Veneto)
18ª tappa Giro d'Italia (Gardone Riviera > San Pellegrino)
- 1938 (Ganna, due vittorie)

6ª tappa, 2ª semitappa Tour de France (Arcachon > Bayonne, con la Nazionale italiana)
20ª tappa, 1ª semitappa Tour de France (Reims > Laon, con la Nazionale italiana)
- 1939 (Ganna, una vittoria)

9ª tappa, 1ª semitappa Giro d'Italia (Senigallia > Forlì)
- 1940 (Gloria, tre vittorie)

6ª tappa Giro d'Italia (Roma > Napoli)
14ª tappa Giro d'Italia (Treviso > Abbazia)
18ª tappa Giro d'Italia (Ortisei > Trento)
- 1942 (Bianchi, cinque vittorie)

Torino-Piacenza
Coppa Valle Scrivia
Coppa Serafini
Coppa Bernocchi
Trofeo Moschini
- 1943 (Bianchi, tre vittorie)

Giro della Provincia di Milano (con Fiorenzo Magni)
Gran Premio di Roma (valido come prova del Giro d'Italia di guerra)
Giro d'Italia di guerra, classifica a punti

### Altri successi
- 1935 (dilettanti)

Campionati italiani, Cronosquadre

## Piazzamenti

### Grandi Giri
- Giro d'Italia

1937: 14º
1939: 13º
1940: 22º
1946: ritirato
1947: 23º
1949: 48º
- Tour de France

1937: ritirato (2ª tappa)
1938: 20º

### Classiche monumento
- Milano-Sanremo

1938: 22º
1939: 10º
1940: 30º
1941: 28º
1942: 13º
1943: 2º
1946: 18º
- Giro di Lombardia

1936: 13º
1939: 9º
1940: 12º
1941: 19º
1942: 5º

### Competizioni mondiali
- Campionati del mondo

Berna 1936 - In linea Dilettanti: 6º
- Giochi olimpici

Berlino 1936 - In linea: 15º
Berlino 1936 - A squadre: 4º